# Buruaga
Buruaga es un concejo del municipio de Cigoitia, en la provincia de Álava, España.

## Historia
Hacia mediados del siglo XIX, el lugar, ya por entonces perteneciente a Cigoitia, tenía contabilizada una población de 82 habitantes. Aparece descrito en el cuarto volumen del Diccionario geográfico-estadístico-histórico de España y sus posesiones de Ultramar de Pascual Madoz con las siguientes palabras:

BURUAGA: l. en la prov. de Alava, part. jud. de Vitoria (1 1/2 leg.) aud. terr. de Burgos, c. g. de las Provincias Vascongadas, dióc. de Calahorra, ayunt. de Cigoitia (3/4). sit. sobre un alto á la falda meridional de la gran Peña de Gorbea, con buena ventilacion y clima sano. Tiene 15 casas, y una parr. (San Esteban), servida por un cura beneficiado de provision del tribunal ecl. en concurso general entre patrimoniales. Confina el térm. N. Erive (1/4 leg.); E. Betolaza (1/3); S. Mendarozqueta (1/3), Echavarri y Apodaca (1/2); y O. Berricano (1/4). El terreno participa de monte y llano, y tiene aguas de buena calidad. prod.: cereales, legumbres y pastos para alimento del ganado vacuno, lanar, cabrio y mular. pobl.: 15 vec., 82 alm. riqueza y contr. (V. Alava intendencia).
(Madoz, 1846, p. 666)

En 2022, tenía empadronados 48 habitantes.

## Demografía
| Gráfica de evolución demográfica de Buruaga entre 2000 y 2017 |
|                                                               |
| Población de derecho según los censos de población del INE.   |

## Patrimonio
Hay en el concejo una iglesia de San Esteban.